# 皮拉米德島

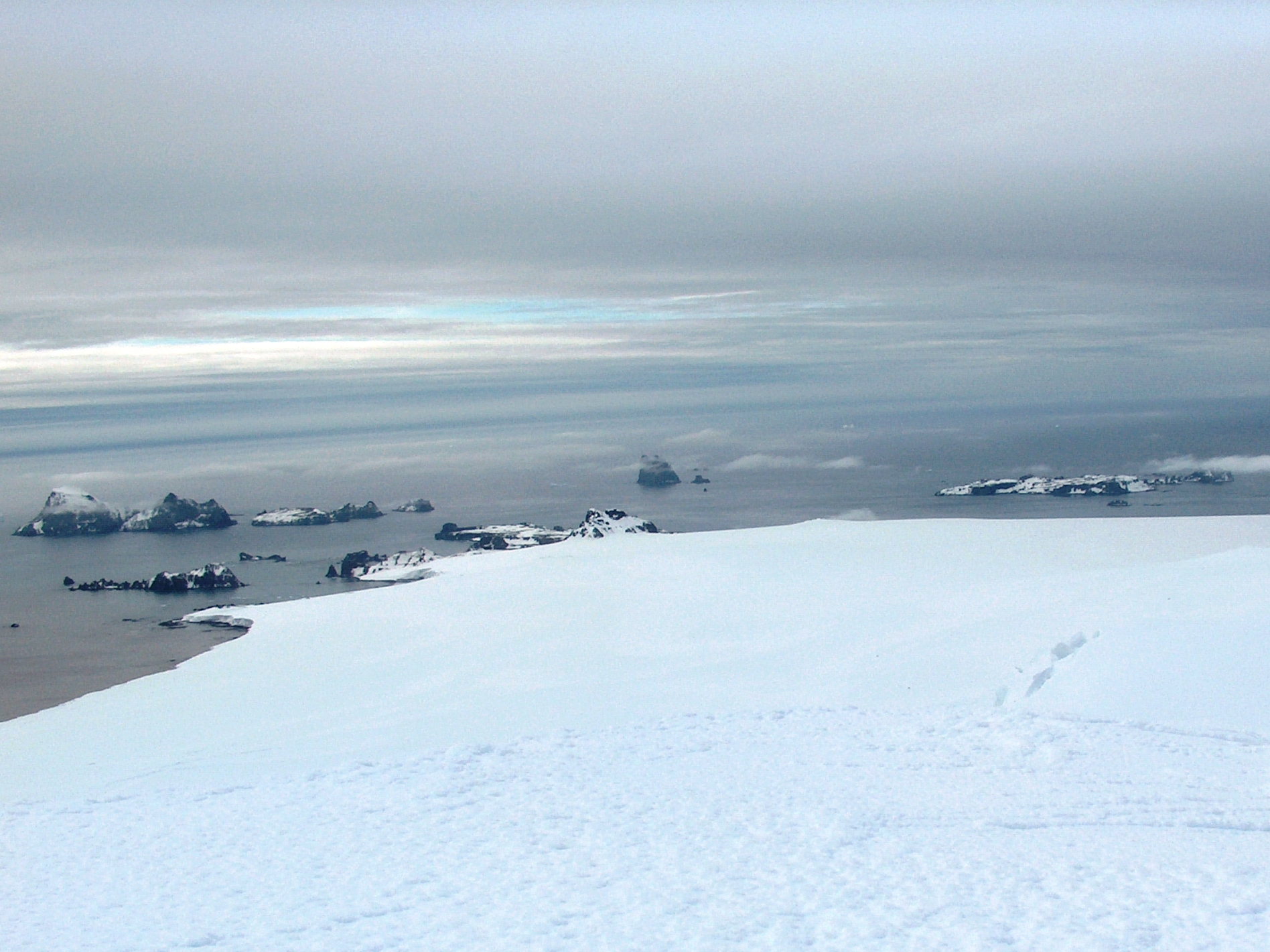

皮拉米德島（英語：Pyramid Island）是南極洲的島嶼，位於南設得蘭群島，處於杜夫角西北面4.8公里、米德群島西北面3.36公里，面積0.09平方公里，最高點海拔高度205米。

## 外部連結
- SCAR Composite Antarctic Gazetteer（页面存档备份，存于）.

62°25′09.9″S 60°05′59.2″W / 62.419417°S 60.099778°W